# ルジリエ
ルジリエ（伊: Lusigliè）は、イタリア共和国ピエモンテ州トリノ県にある、人口約600人の基礎自治体（コムーネ）。

## 地理

### 位置・広がり

#### 隣接コムーネ
隣接するコムーネは以下の通り。
- チコーニオ
- フェレット
- リヴァローロ・カナヴェーゼ
- サン・ジョルジョ・カナヴェーゼ